# شانغ فا يانغ
شانغ فا يانغ (بالإنجليزية: Shang Fa Yang)‏ (بالصينية: 楊祥發؛ بينيين: Yáng Xiángfā؛ 10 نوفمبر 1932 - 12 فبراير 2007) كان عالم نباتات تايوانيًا أمريكيًا وأستاذًا في جامعة كاليفورنيا، ديفيس. حصل على جائزة وولف في الزراعة، وانتخب عضوا في الأكاديمية الوطنية الأمريكية للعلوم.